# 甘樂町
甘樂町（日语：／ Kanra machi */?）是群馬縣西南部的一町。屬甘樂郡，著名景點樂山園於此。